# Steni, Iavoriv
Steni (în ucraineană Стені) este un sat în orașul raional Novoiavorivsk din raionul Iavoriv, regiunea Liov, Ucraina.

## Demografie
Componența lingvistică a localității Steni
     Ucraineană (100%)
Conform recensământului din 2001, toată populația localității Steni era vorbitoare de ucraineană (100%).